# Ђовани Ђероламо Саволдо
Ђовани Ђeроламо Саволдо (итал. Giovanni Gerolamo Savoldo), (рођен око 1480, Бреша, Ломбардија, Млетачка република – умро око 1548. године у Венцији), био је италијански сликар ренесансе.
Мада је био под утицајем венецијанске умјетности, што је очигледно у његовим интимистичким портретима који су под утицајем Ђорђона, остао је вјеран натурализму ломбардске умјетности. Његово дјело, посебно ноћни призори освијетљени једним јединим извором свјетлости, касније ће послужити као основа Каравађу.
Радио је у Фиренци 1508. године и упио нешто од фирентинске анатомске и цртачке традиције, али пошто се 1520. године настанио у Венецији, укључен је у венецијанску школу. Из исте генерације као Ђорђоне и Лото, Саволдо је генерално користио фигуре и пејзажне аранжмане из ђорђоневске традиције, док је дубоки колористички одраз његових дјела услијед употребе венецијанских лазура.
Саволдо је наставио венецијански нагласак на поетским ефектима, али чини се да се његова поезија заснивала на чињеницама као резултат посматрања природе. Двије фигуре у слици Тобије и Анђео мора да су сликане по моделима постављеним у окружење са окомитим свјетлом.

## Дјела
- Илију храни гавран, око 1520. г., уље на дрвету пренесено на платно, 168 x 135,6 цм, Вашингтон, Национална галерија у Вашингтону
- Пијета на гробници, око 1520. г., уље на платну, 72,5 x 118,5 цм, Беч, Музеј историје умјетности у Бечу
- Св. Антонио опат и Павле ермитањац, око 1520. г., уље на платну, 165 x 137 цм, Венеција, Галерија Академије
- Мучење св. Антонија, око 1521-1525. г., уље на табли, 70,53 x 119,38 цм, Сан Дијего, Тимкенова умјетничка галерија
- Искушење св. Јеронима, око 1521-1525. г., уље на табли, Москва, Пушкинов музеј
- Олтарна слика св. Доминика од Пезара, 1524-1526. г., уље на табли, 505 x 312 цм, Милано, Пинакотека Брере
- Пастир, око 1525. г., уље на платну, 97 x 78 цм, Лос Анђелес, Музеј, Џан Пол Гети
- Портрет каваљера (Саволдо), око 1525. г., уље на платну, 88,3 x 73,4 цм, Вашингтон, Национална галерија умјетности у Вашингтону
- Портрет даме, 1525. г., уље на платну, 92 x 123 цм, Rим, Пинакотека Капитолина
- Умрли Христ са Ђузепеом од Ариматеје, око 1525. г., уље на платну, 105 x 191,8 цм, Кливленд, Кливлендов музеј умјетности
- Покајање Св. Јеронима, око 1525-1530. г., уље на платну, 121 x 160,4 цм, Лондон, Национална галерија у Лондону
- Мали Тобија и анђео, око 1527. г., уље на платну, 96 x 126 цм, Рим, Галерија Боргезе
- Портрет мушкарца у оклопу (познат као Гастон де Фуа), око 1529. г., уље на платну, 91 x 123 цм, Париз, Лувр
- Попрсје младића, око 1530. г., уље на платну, Рим, Галерија Боргезе
- Прображај Христа, око 1530. г., уље на платну, 139 x 126 цм, Фиренца, Галерија Уфици
- Богојављање, око 1530. г., уље на платну, 173,5 x 114 цм, Порденоне, Градски музеј Порденона
- Св. Марија Магдалена на Христовом гробу, око 1530. г., уље на платну, 39 x 31 цм, Лос Анђелес, Музеј Џан Пол Гети
- Наклон пастира, око 1530. г., уље на табли, 84,5 x 119,7 цм, Вашингтон, Национална галерија у Вашингтону
- '’Св. Матеја и анђео, око 1534. г., уље на платну, 93 x 125 цм, Њујорк, Метрополитенски музеј умјетности
- Марија Магдалена, око 1535-1540. г., уље на платну, 89,1 x 82,4 цм, Лондон, Национална галерија у Лондону
- Марија Магдалена, око 1535-1540. г., уље на платну, 84 x 77,50 цм, Фирeнца, Збирка Контини-Бонакоси
- Марија Магдалена, око 1535-1540. г., уље на платну, 99 x 80 цм, Лос Анђелес, Музеј Гети
- Марија Магдалена, око 1535-1540. г., уље на платну, Луивил, Кентаки, Музеј умјетности Спид
- Наклон пастира, око 1540. г, 192 x 178 цм, уље на табли, Бреша, Пинакотека Тозио Мартиненго
- Наклон пастира, око 1540. г., уље на платну, 180 x 127 цм, Венеција, Црква св. Гијобе
- Портрет младог флаутисте, око 1540. г., уље на платну, 74,3 x 100,3 цм, Бреша, Пинакотека Тозио Мартиненго
- Наклон пастира, уље на платну, Терлици (Бари), Црква Санта Марија ла Нова